# Suchyj Taszłyk
Suchyj Taszłyk (ukr. Сухий Ташлик) – wieś na Ukrainie, w obwodzie kirowohradzkim, w rejonie hołowaniwskim, w hromadzie Pobuźke. W 2001 liczyła 997 mieszkańców, spośród których 950 wskazało jako ojczysty język ukraiński, 24 rosyjski, 12 mołdawski, 1 bułgarski, a 10 ormiański.